# Patrick Dell Iannone
Patrick Dell Iannone (Flin Flon, 7 ottobre 1954) è un ex hockeista su ghiaccio canadese naturalizzato italiano, di ruolo attaccante.

## Carriera
Iannone, dopo le giovanili con la squadra della sua città natale, i Flin Flon Bombers in WCHL, ed un anno nella lega giovanile BCJHL con la maglia del Penticton Broncos, fece il suo esordio tra i professionisti in North American Hockey League.
Coi Trail Smoke Eaters disputò due stagioni in Western International Hockey League, prima di trasferirsi in Italia, dove vestì le maglie di WSV Vipiteno (in seconda serie), Mastini Varese, HC Valpellice, HC Bolzano e HC Fiemme. Grazie al doppio passaporto ottenne la convocazione con la Nazionale italiana, dove giocò dal 1981 al 1986.
Anche il figlio Patrick Nicholas è un ex giocatore di hockey su ghiaccio e come il padre giocò nel campionato italiano e nel Blue Team.